# Franci Povše
Franci Povše, slovenski policist, politik in veteran vojne za Slovenijo, * 29. julij 1964.
Bil je direktor Policijske uprave Novo mesto med letoma 1994 in 2006.
Leta 2006 je bil na lokalnih volitvah izvoljen v krajevno skupnost Uršna sela.